# Komoriska
Komoriska (shikomor eller shimasiwa) är det största språket på Komorerna, men talas även på den till Frankrike hörande ön Mayotte och på Madagaskar. Komoriska är ett bantuspråk som är nära besläktat med swahili, men har i ännu högre grad än swahilin påverkats av arabiskan. Tillsammans med franska och arabiska är det ett av Komorernas tre officiella språk.
Omkring 350 000 människor talar komoriska (2004).
Komoriskan har inget officiellt skriftspråk, utan skrivs med omväxlande det arabiska och det latinska alfabetet.
Komoriskan hör till bantuspråkens grupp G.40, tillsammans med de olika fastlandsdialekterna av swahili.